# Forever Young Forever Old – A Love Story
|  | Denne artikel er oprettet af botten Steenthbot ud fra en ekstern database. Den kan derfor have sproglige fejl eller mangler. Denne skabelon kan fjernes efter kontrol af indholdet. |

Forever Young Forever Old – A Love Story er en dansk dokumentarfilm fra 2021 instrueret af Kathrine Skibsted.

## Handling
Engang var de uadskillelige veninder. Så blev de forelskede i den samme fyr. Karoline fik ham først, men derefter blev han forelsket i Stine. Der var kold luft mellem dem i årevis, indtil de mødtes til en fest og endte med at kysse med hinanden. Nu mødes Stine og Karoline for at se deres fælles fortid i øjnene. Med et nedlagt mejeri som teatralsk ramme genlever de den intime nærhed, som deres dybe og dramatiske venskab rummer. Gamle dagbøger, breve og fotos er benzin på gnisten, der aldrig gik ud mellem dem. Denne gang har de bare svoret hinanden total ærlighed.

## Medvirkende
- Karoline Møbius
- Stine Hansen